# Peltolepis quadrata
Peltolepis quadrata là một loài rêu trong họ Cleveaceae. Loài này được Saut. K. Müller mô tả khoa học đầu tiên năm 1940.